# Bantam (Connecticut)
Bantam é um distrito localizado no estado americano de Connecticut, no Condado de Litchfield.

## Demografia
Segundo o censo americano de 2000, a sua população era de 802 habitantes. 
Em 2006, foi estimada uma população de 809, um aumento de 7 (0.9%).

## Geografia
De acordo com o United States Census Bureau tem uma área de 
2,6 km², dos quais 2,6 km² cobertos por terra e 0,0 km² cobertos por água.

## Localidades na vizinhança
O diagrama seguinte representa as localidades num raio de 24 km ao redor de Bantam. 